# Batalla de Toro
La batalla de Toro se libró en las inmediaciones de dicha localidad (perteneciente en la actualidad a la provincia de Zamora, en España) el 1 de marzo de 1476 entre las tropas de los Reyes Católicos, por un lado, y las de Alfonso V de Portugal y del príncipe Juan de Portugal, por otro, dentro del transcurso de la guerra de sucesión castellana. Terminó el conflicto con la victoria del príncipe heredero Juan de Portugal frente al ala derecha de la Corona de Castilla, y con victoria de las restantes tropas fernandinas sobre Alfonso V.
No obstante su resultado incierto, representó una gran victoria política para los Reyes Católicos, asegurando el trono en manos de Isabel y la unión de las coronas de Castilla y Aragón.

## Contexto
La crisis sucesoria producida por la muerte de Enrique IV de Castilla alentó la formación de una coalición, apoyada por Luis XI de Francia y encabezada por Alfonso V de Portugal, que invadió Castilla desde Portugal en apoyo de Juana la Beltraneja, hija del fallecido rey, y con la cual se casó (mayo de 1475). Cuando fracasaron las negociaciones con Isabel, hermanastra de Enrique IV, y casada con Fernando II de Aragón, se inició una guerra civil de contornos internacionales por el trono de Castilla y una guerra naval en el Atlántico con Portugal.

## Disposición de los ejércitos

### Ejército castellano-aragonés de Fernando II

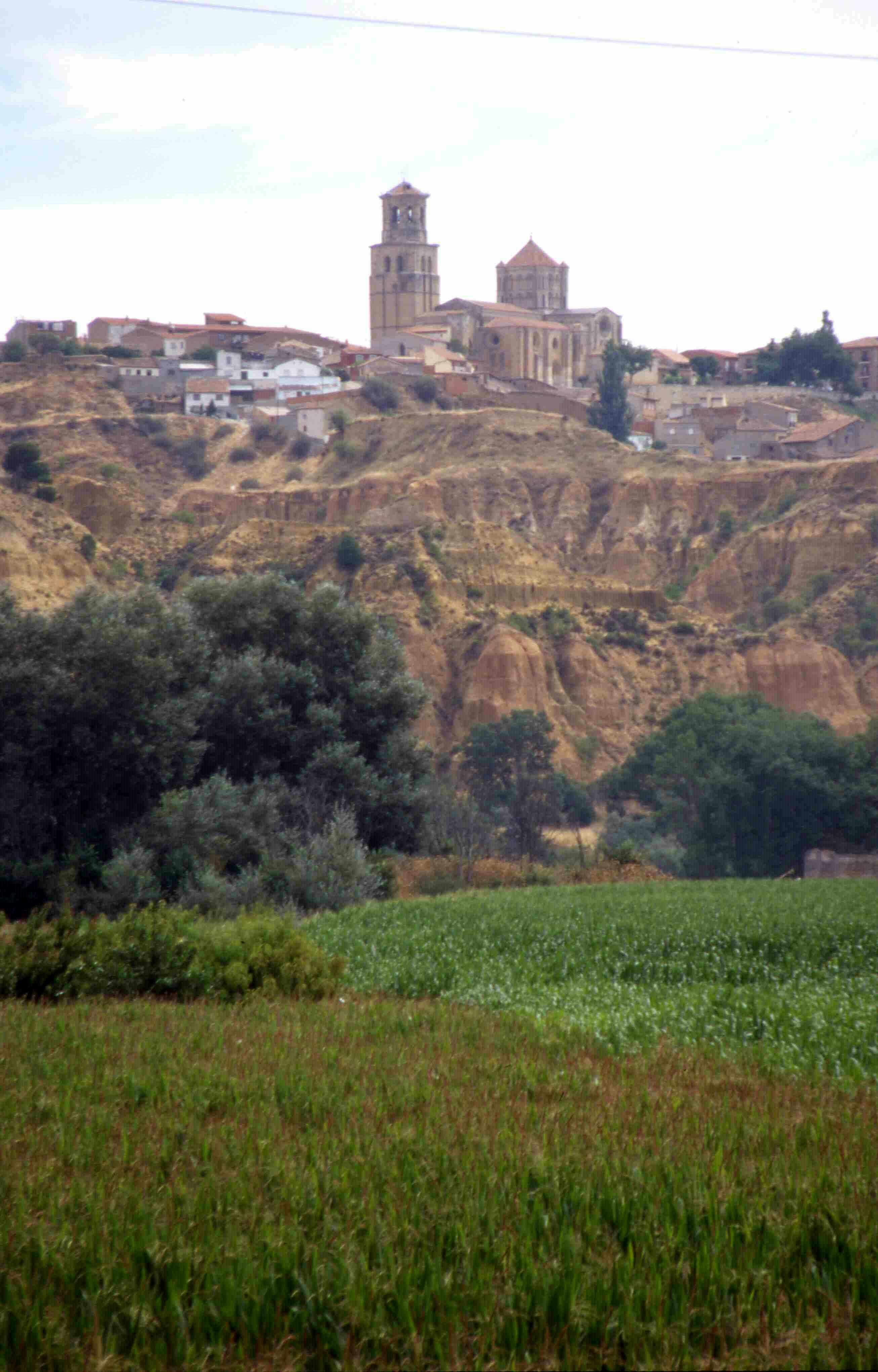
Vista panorámica de la ciudad de Toro.

Centro: comandado por Fernando, incluía la guardia real y los hombres de algunos hidalgos, como el mayordomo mayor Enrique Enríquez. Pero predominaban las milicias populares de las ciudades, como Zamora, Ciudad Rodrigo o Valladolid.
Ala derecha: formada por seis batallas de caballeros ligeros, lideradas por sus capitanes: Álvaro de Mendoza (el principal capitán), el obispo de Ávila y Alfonso de Fonseca (estos dos hombres compartían el mando de una batalla), Pedro de Guzmán, Bernal Francés, Vasco de Vivero y Pedro Velasco. Estaba dividida en dos líneas: cinco batallas delanteras y una detrás. Algunos de sus hombres habían seguido de cerca a los luso-castellanos desde Zamora hasta Toro, por lo que esta ala es designada frecuentemente como de vanguardia.
Ala izquierda: era la más poderosa. Incluía a muchos caballeros con armadura pesada y estaba dividida en tres cuerpos: el izquierdo, cerca de los portugueses, era comandado por el almirante Enríquez; el centro era dirigido por el cardenal Mendoza, y por último, el derecho estaba bajo el mando de García Álvarez de Toledo y Carrillo de Toledo, I duque de Alba de Tormes.
Fuerzas de reserva: los hombres de Enrique Enríquez de Mendoza, I conde de Alba de Liste (tío del rey Fernando y gobernador de Galicia, será hecho prisionero por los portugueses); y los caballeros del marqués de Astorga.

### Ejército castellano-luso de Alfonso V y del príncipe Juan
Centro: comandado por Alfonso, estaba formado por cuatro cuerpos de infantería con las espaldas viradas para el río Duero,  los caballeros castellanos bajo el mando de Ruy Pereira y algunos nobles de su Casa.
Ala derecha: formada por las tropas castellanas del obispo de Toledo, Alfonso de Carrillo y tropas portuguesas de algunos nobles.
Ala izquierda: era formada por la élite del ejército portugués (caballeros). Incluía muchos ballesteros y la artillería portuguesa (arcabuceros). Era comandada por el príncipe Juan que tenía como su principal capitán el obispo de Évora. Incluía también una batalla en su retaguardia, liderada por Pedro de Meneses.
Debido a la división del liderazgo entre el rey y el príncipe, el ejército portugués luchó dividido en dos partes que no se ayudaron:  ala izquierda -o batalla del príncipe, y centro-derecha o batalla real.

## La batalla

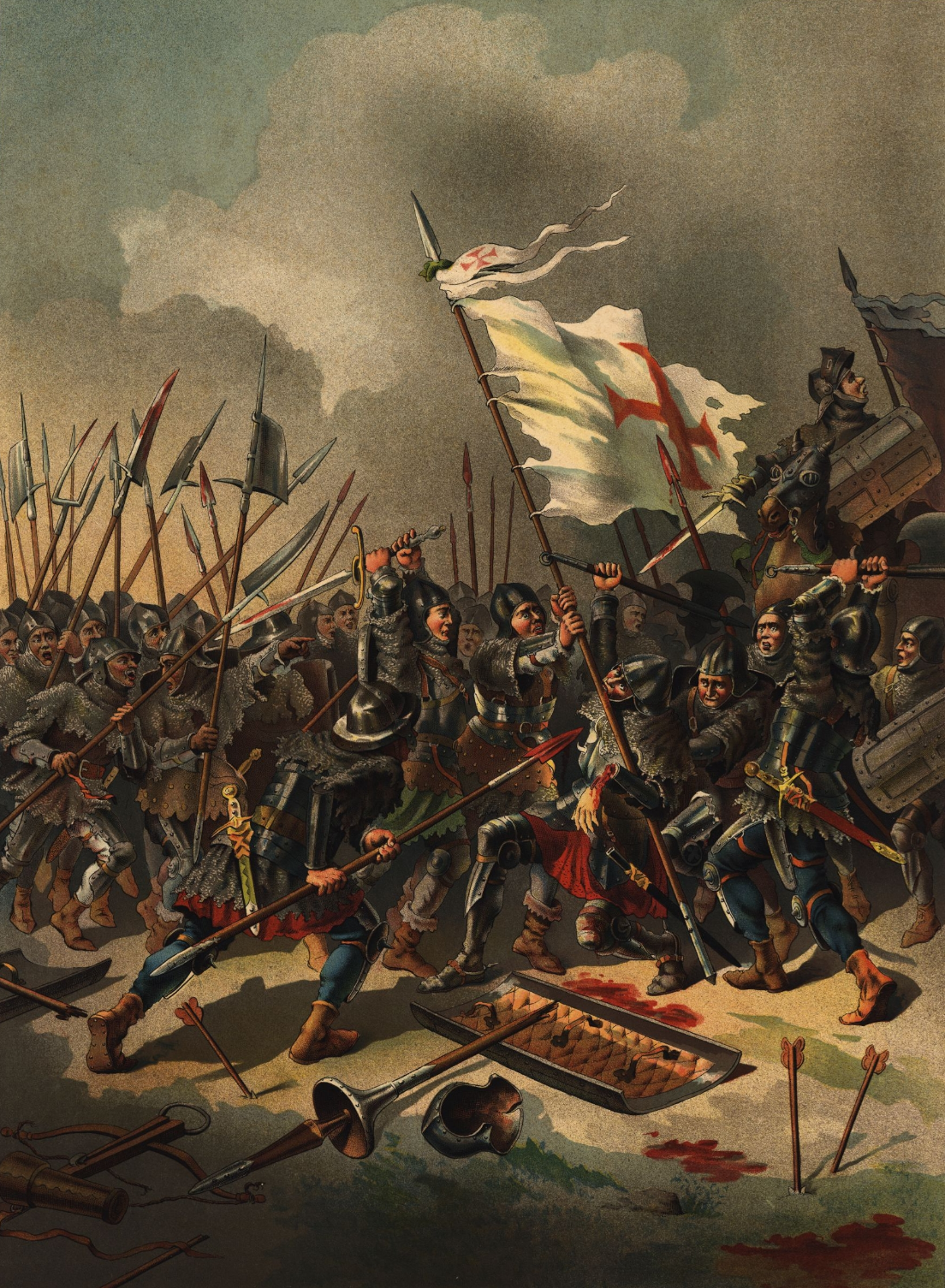
Litografía portuguesa conmemorativa de la batalla de Toro titulada Hecho heroico de Duarte de Almeida el Decepado. El estandarte real portugués fue sucesivamente tomado y perdido por los castellanos partidarios de Isabel en la confusa batalla.

Las tropas portuguesas y las de los partidarios de Juana regresaban a Toro, después del cerco de Zamora, pero fueron alcanzadas a una legua al oeste de Toro por las tropas de Fernando II de Aragón, que venció a las fuerzas bajo el mando de Alfonso V (centro y derecha portuguesa), huyendo este rey hasta Castronuño. Por su parte, el ataque victorioso del príncipe Juan de Portugal (izquierda portuguesa), que derrotó al ala derecha castellana, recuperó el estandarte real portugués y mantuvo la posesión del campo de batalla, permitió que ambos bandos se considerasen vencedores. Pero los Reyes Católicos lograron, a mediano plazo, su objetivo estratégico, ya que casi tres meses y medio después de la batalla, Alfonso V decidió retirarse al verificar la falta de apoyo que tenía en la Corona de Castilla la causa de la princesa Juana:
“Los dos ejércitos chocaron en los campos de Toro, y la batalla resultó indecisa. Pero, mientras el Rey de Portugal se dedicaba a reorganizar sus tropas, Fernando envió correos a todas las ciudades de Castilla, y a varios reinos extranjeros, dándoles la noticia de una gran victoria, en la que las tropas portuguesas habían sido aplastadas. Ante tales noticias, el partido de la Beltraneja se disolvió, y el portugués se vio forzado a regresar a su reino.” (Justo L. González)
La batalla tuvo lugar en la vega de Toro (Zamora), cerca de la localidad de Peleagonzalo (situada entonces en la ribera del Duero, a un kilómetro de su ubicación actual), bajo una lluvia y niebla intensas, lo que aumentó la oscuridad de la noche y la confusión del combate. Los dos ejércitos tenían aproximadamente 8000 hombres cada uno.

## Consecuencias
Numerosas ciudades y fortalezas fueron cambiando de partido. Hubo muchas deserciones entre los soldados portugueses y una transferencia masiva de los partidarios de Juana para el partido de los Reyes Católicos, engrosando sus números, lo que ponía a los portugueses en gran inferioridad. Sin embargo, el ejército portugués en Castilla mantuvo capacidad operacional, habiendo incluso organizado pocos días después de la batalla de Toro (abril de 1476) dos grandes operaciones militares para capturar primero al propio rey Fernando (durante el cerco de Cantalapiedra), y después a la reina Isabel (entre Madrigal y Medina del Campo).
Más de un mes después de la batalla de Toro, una pequeña fuerza de 400 jinetes al mando del príncipe Juan regresó a Portugal durante la Semana Santa de 1476 (primeros días de abril) para defender la frontera de los continuos ataques castellanos. Pero Alfonso V, acompañado de Juana y con el grueso de las fuerzas portuguesas, permaneció en Castilla por casi tres meses y medio, efectuando muchos ataques en las regiones de Salamanca y Toro. Solo regresó a Portugal el 13 de junio de 1476. Alfonso quería ir personalmente a Francia para convencer a Luis XI de no renovar la tregua con Aragón, que expiraría en julio de 1476.
Con la retirada del ejército, el partido de Juana de Trastámara rápidamente perdió fuerzas, llevando, después de tres largos años, al fin de la guerra. La fortaleza de Zamora se entregó el 19 de marzo de 1476, pero Toro permaneció firmemente en manos portuguesas durante más de medio año: la ciudad se entrega al 19 de septiembre, aunque su pequeña guarnición de 300 portugueses, asediada en la fortaleza, solamente capitula el 19 de octubre de 1476 durante un ataque no relacionado con la batalla de Toro.

## Guerra y paz
Los Reyes Católicos recuperaron la otra fortaleza aún en poder de los portugueses, Cantalapiedra (28 de mayo de 1477), y las restantes fortalezas juanistas, defendidas por fuerzas fundamentalmente castellanas (Castronuño, Sieteiglesias, Cubillas Villalonso, Portillo, Villalba).
Un cuerpo de 500 caballeros portugueses y 200 castellanos, enviado por Alfonso V en socorro de la condesa de Medellín, hermana del marqués de Villena, fue derrotado en la Albuera (24 de febrero de 1479) por Alonso de Cárdenas, maestre de Santiago, con la pérdida de 85 caballeros muertos y algunos prisioneros (según el cronista Alfonso de Palencia); pero el grueso de las tropas lusas logró alcanzar las ciudades de Mérida y Medellín, su objetivo estratégico.
Por su parte, los portugueses retomaron todas las fortalezas que los castellanos habían conquistado en Portugal (Ouguela, Alegrete y Noudar), y lograron conservar varias ciudades y fortalezas conquistadas u ocupadas en Castilla, hasta el final de la guerra: Tuy, Azagala, Ferrera, Mérida y Medellín (con estas dos últimas resistiendo a duros asedios hasta la paz). También desbarataron una fuerza de 2000 caballeros castellanos en Mourão (Alentejo, Portugal, 1477) al mando del mismo maestre de Santiago: más de 100 caballeros fueron aprisionados y los restantes desbandaran, según los cronistas Garcia de Resende y Damião de Góis. En el frente naval y colonial, las armadas lusas lograron neutralizar las expediciones castellanas para conquistar Ceuta (1476), Gran Canaria (1478) y la ruta de Guinea con sus minas de oro (1478), fuente del poder portugués.
Finalmente, el Tratado de Alcazobas ponía fin a una guerra en la que vencieron los castellanos en tierra y los portugueses en el mar: Isabel y Fernando eran reconocidos reyes de Castilla, y Portugal lograba el monopolio de la ruta atlántica en la costa africana.

## Frases y citas célebres
“Así venzan los enemigos del nombre Cristiano!”  (Cronista Juan de Mariana criticando la proclamación de victoria portuguesa)
“En la batalla de Toro / fue divino su valor / en fin, salió vencedor.”  (Lope de Vega, exponente máximo de la literatura española, refiriéndose al príncipe Juan de Portugal en su obra de teatro El Príncipe Perfecto)
“Si no viniera el pollo [el príncipe Juan de Portugal] , preso fuera el gallo [Alfonso V de Portugal]”.
(Fernando de Aragón resumiendo la batalla de Toro a Isabel de Castilla en carta privada. Episodio recogido por el cronista Esteban de Garibay que sigue escribiendo que el príncipe Juan nunca fue en auxilio de Alfonso V)
“La conclusión, así única como breve, sea que, de esta batalla de Toro, la honra fue del Principe Don Juan, el provecho del Rey Católico; la victoria, de ninguno” (Pedro Barbosa Homem, jurista del siglo XVII en Discursos de la Jurídica Razón de Estado, libro dedicado al rey de España Felipe IV)

## Relevancia
Sin negar la influencia de la batalla de Toro, algunos historiadores consideran que su importancia fue sobrevalorada a expensas de otros acontecimientos: cuando fue aclamada reina de Castilla, en Segovia (13 de diciembre de 1474), Isabel logró apoderarse del tesoro del reino (que se encontraba en el Alcázar de Segovia a cargo de su alcaide Andrés Cabrera), lo que le permitió desde el inicio atraer con prebendas a la aristocracia castellana, tornando aún más hegemónica su popularidad en la sociedad castellana.
Además, las enormes deserciones en el ejército luso y la desbandada del grueso de los partidarios de Juana habían comenzado antes de la batalla de Toro, estando su foco en la rendición de Burgos, 28 de enero de 1476. A pesar de las cartas de auxilio militar enviadas por Alfonso a los grandes nobles juanistas que habían solicitado su intervención en Castilla, ninguno se mostró disponible (ni siquiera el poderoso marqués de Villena, Diego López Pacheco y Portocarrero). De todos ellos, solo Alfonso Carrillo de Acuña (arzobispo de Toledo) estuvo al lado del rey portugués en el día de la batalla (1 de marzo de 1476).
Sin embargo, la batalla de Toro puede considerarse como el enfrentamiento terrestre más importante del conflicto (a causa de su dimensión e influencia), al igual que la batalla naval de Guinea (1478) fue el acontecimiento clave en la guerra naval y colonial de 1475-79.